# Nothofagus fusca
Nothofagus fusca är en tvåhjärtbladig växtart som först beskrevs av Joseph Dalton Hooker, och fick sitt nu gällande namn av Oerst.. Nothofagus fusca ingår i släktet Nothofagus och familjen Nothofagaceae.

## Underarter
Arten delas in i följande underarter:
- N. f. colensoi
- N. f. fusca

## Bildgalleri

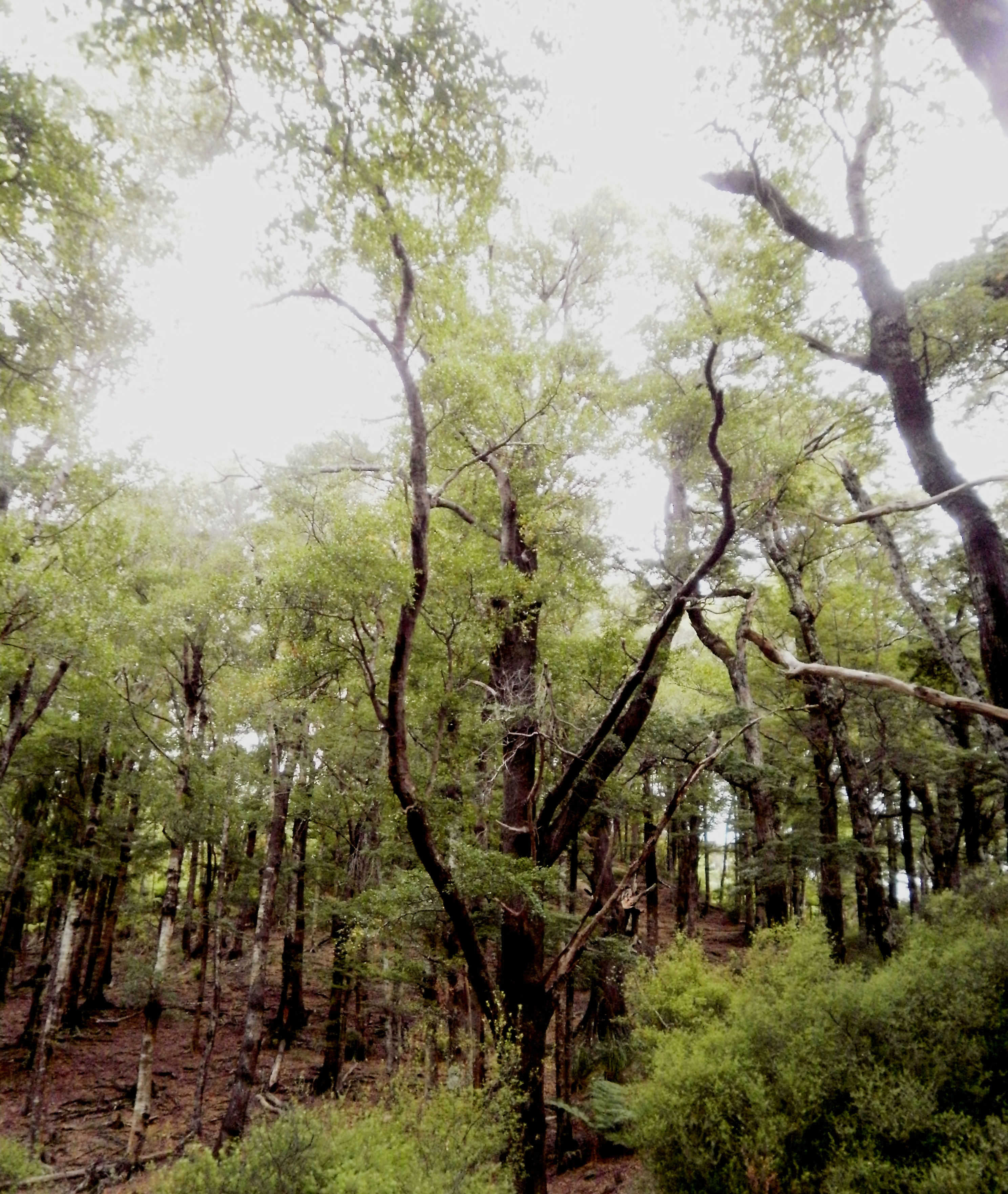
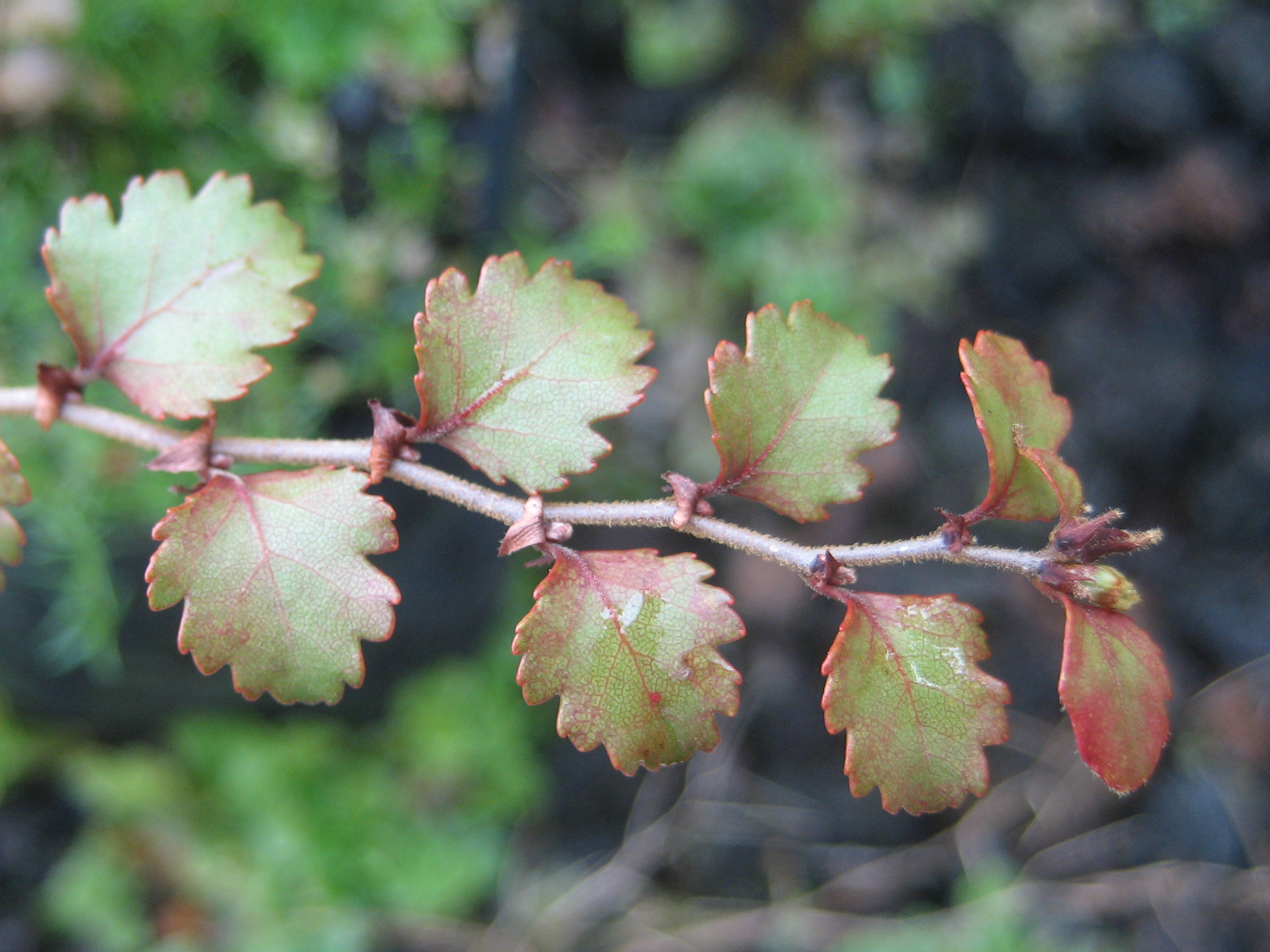
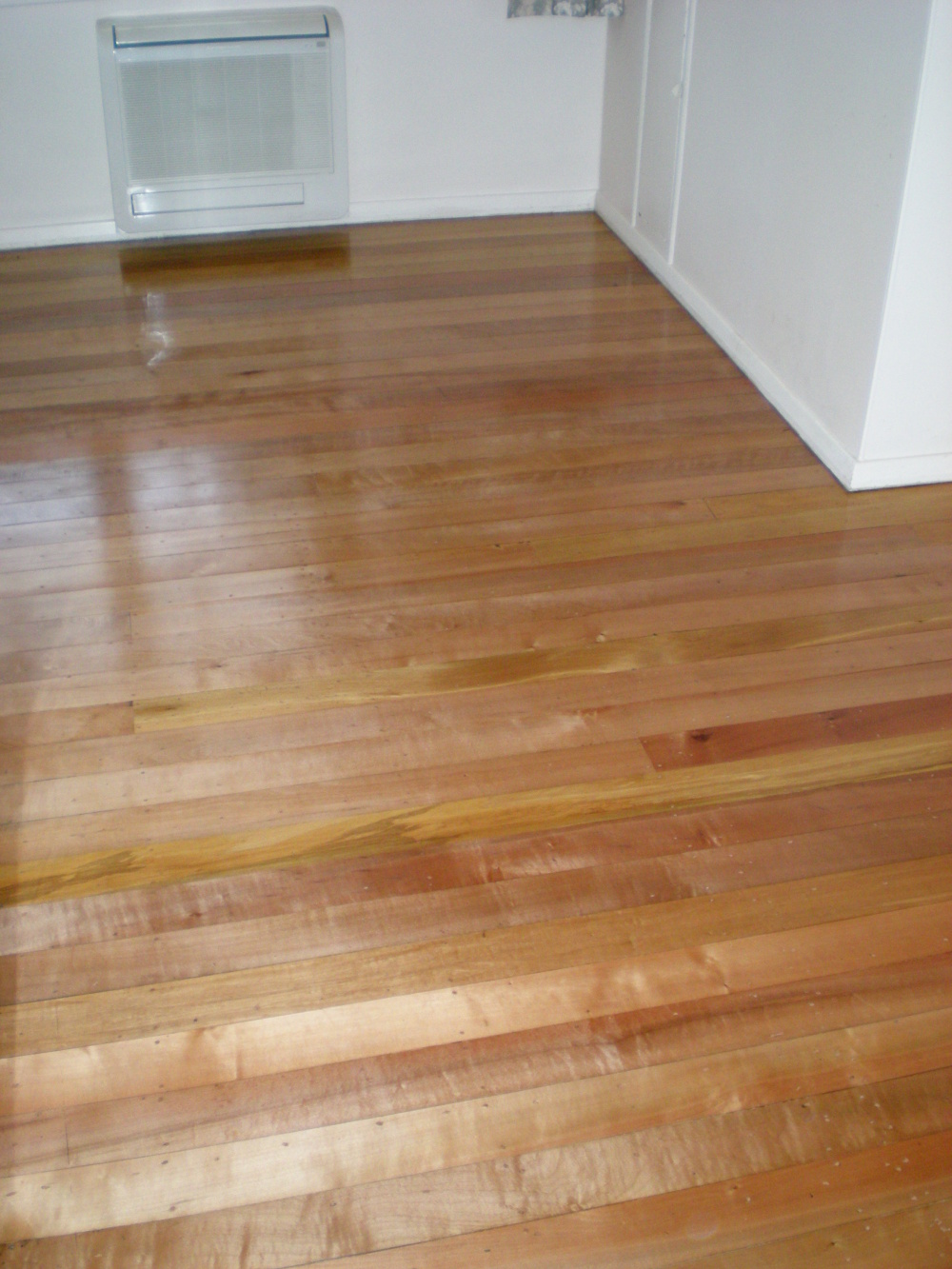